# Regno floristico Malese

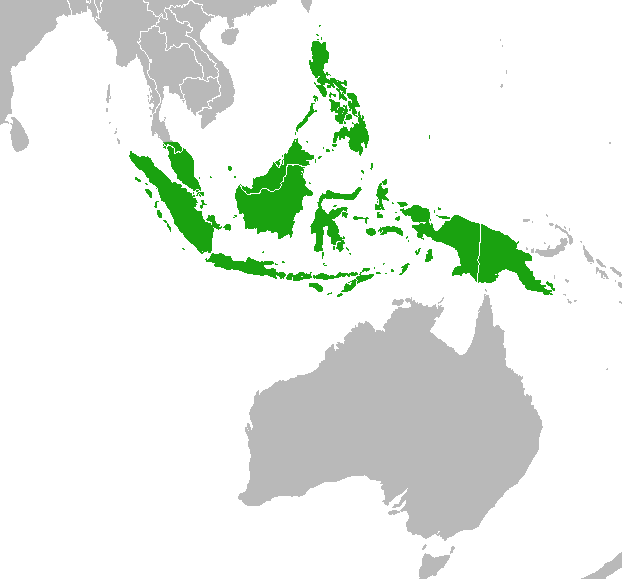
Regione floristica Malese

La Regione Malese (regno floristico) si trova sull'equatore, situata tra il confine dell'Indomalesia e dell'Australasia. Fa parte del regno Paleotropicale, dove prevalgono le piante tropicali. Alcune tra le famiglie caratteristiche sono: Pandanaceae, Dipterocarpaceae, Nepenthaceae, Musaceae, Zingiberaceae, Ebenaceae, Arecaceae, Araliaceae, Liliaceae, Euphorbiaceae, Salvadoraceae, Pedaliaceae, ecc.
Mancano invece le Bromeliaceae e quasi tutte le Cactaceae.

## Regione biogeografica Malese
La Malesia (regione biogeografica) si estende dal Sud-Est asiatico e Penisola Malese fino all'Est della Nuova Guinea. Questa regione viene suddivisa in tre aree: 
- Area Ovest: Penisola Malese, Sumatra, Borneo, Filippine
- Area Sud: Giava, Piccole Isole della Sonda
- Area Est: Celebes, Isole Molucche, Nuova Guinea

## Clima
Regione situata sull'equatore, con clima tropicale, caldo e umido. Le piogge sono abbondanti, alimentate dai monsoni provenienti da nord-est e da sud-est. I primi vanno da metà novembre fino a marzo, mentre i secondi si verificano da maggio a settembre.

## Regno floristico
La regione floristica Malese comprende: 
- Malesia
- Borneo
- Filippine
- Sumatra
- Sud della Malesia
- Celebes (o Sulawesi)
- Isole Molucche e Nuova Guinea occidentale
- Papua
- Arcipelago di Bismarck

La flora di questa regione deriva principalmente da quella asiatica, ma condivide anche elementi della flora australe e antartica, come le conifere della famiglia delle Podocarpaceae e Araucariaceae. A questa zona si sovrappongono quattro distinte regioni faunistiche.

### Vegetazione
Si possono trovare diversi tipi di biomi, dalla foresta tropicale alla foresta nebulosa montana, con alcune zone più aride nell'area Sud. Le ecoregioni dell'ecozona Indomalese che si trovano nella regione Malese, sono:
- La foresta pluviale tropicale e subtropicale (clima caldo e umido, alberi alti)
- Le praterie e arbusti montani (pascoli e arbusti di altitudine - monte Kinabalu)
- Le mangrovie (ecosistema che raggruppa una specifica formazione vegetale che si sviluppa sui bassi litorali delle coste marine tropicali)
- La foresta di conifere tropicale e subtropicale (foresta di conifere, piante succulente e arbusti spinosi, rare precipitazioni)

Sempre in questa regione, si estendono alcune delle foreste tropicali considerate come le più antiche della Terra.

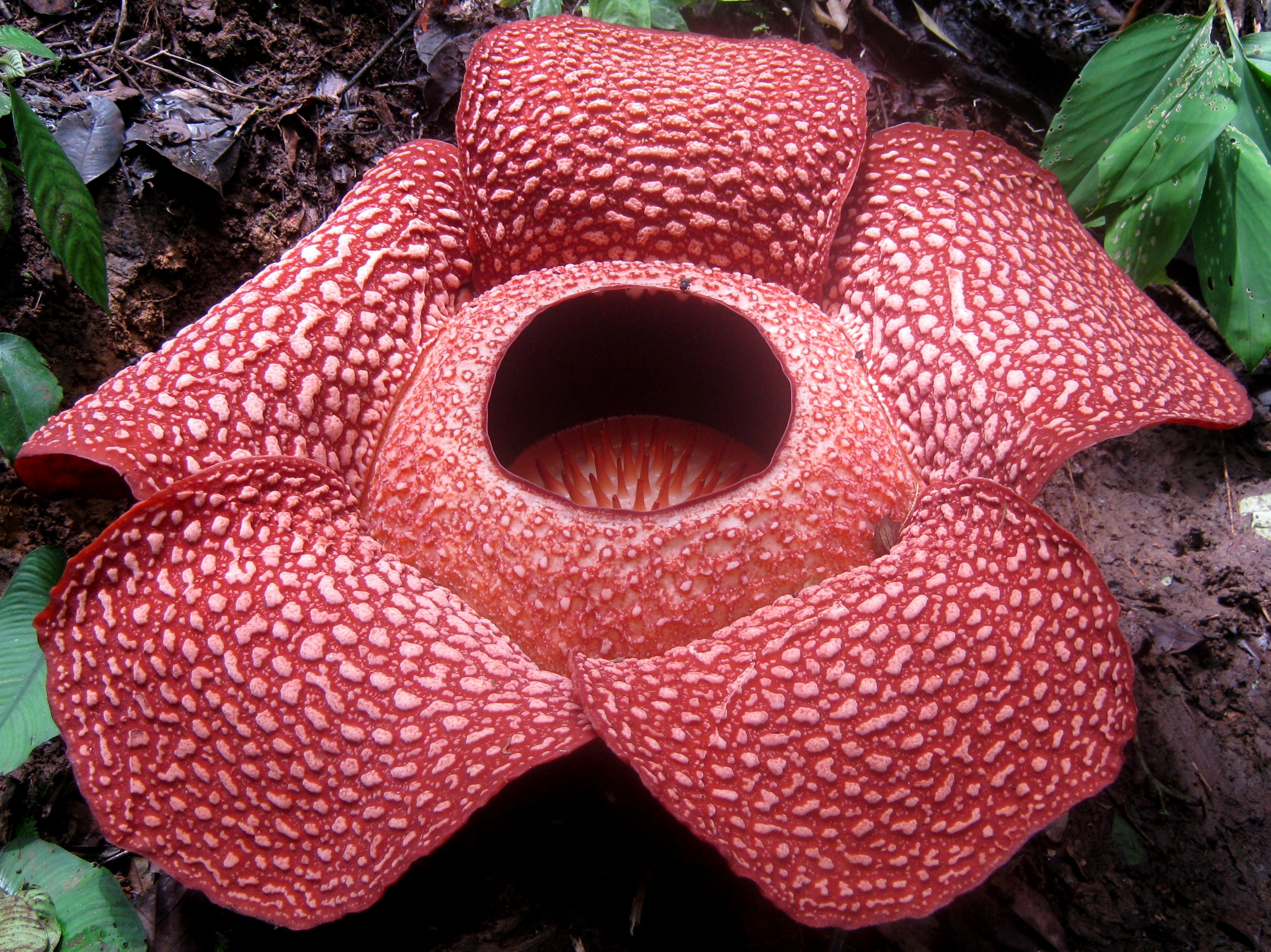
Rafflesia arnoldii

### Flora
Questa è una regione floristica estremamente diversificata, con oltre 25,000 specie di angiosperme (400 generi sono considerati endemici). Uno dei motivi per cui è presente una così alta biodiversità, è la sopravvivenza delle piante durante le glaciazioni del Pleistocene, grazie alla posizione della regione presso l'equatore. Il clima infatti rimane caldo e umido, con un alto tasso di piovosità. Circa il 27% dei generi di piante più alte presenti nella regione malese hanno origini asiatiche e il 4% vengono dall'Australia. Il 14% circa dei generi invece sono endemici, mentre il 27% sono principalmente distribuiti in Malesia. 

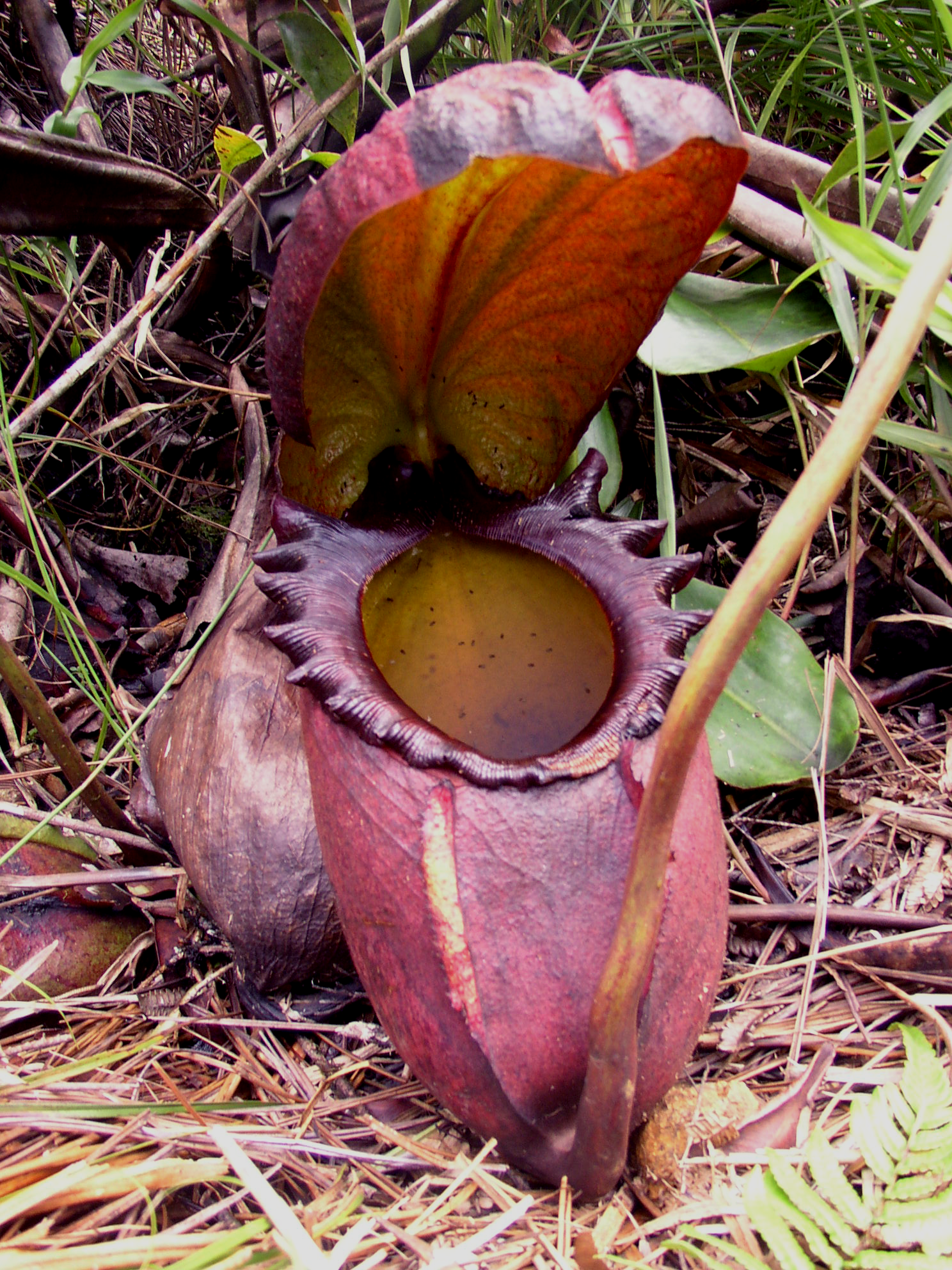
Nepenthes rajah, endemica dei monti Kinabalu e Tambuyukon, situati a Sabah.

La foresta tropicale è caratterizzata da una dominanza della famiglia Dipterocarpaceae, mentre si possono trovare ovunque le famiglie Guttiferae, Moraceae e Annonaceae. Il gruppo più grande che si può trovare in questa regione è la famiglia delle Orchidaceae, con più di 4000 specie descritte. Le tre famiglie delle Dipterocarpaceae contengono più di 500 specie, alcune delle quali sono molto importanti per il legname. Si possono anche trovare due varietà di banana selvatica, da cui si pensa discendano le varietà coltivate. La regione malese ospita la Rafflesia, una pianta endoparassitaria con il fiore più grande al mondo. Ci sono anche molte piante che vengono vendute in tutto il Mondo come ornamentali (ad esempio le piante carnivore del genere Nepenthes) e un gran numero di piante con proprietà medicinali. Infatti, circa il 10% delle piante vascolari descritte è stato documentato avere proprietà medicinali e probabilmente ancora molte sono da scoprire.

#### Flora endemica
Il regno floristico Malese comprende circa 400 generi di piante endemiche, di cui 130 si trovano nella divisione Ovest, 15 nella parte Sud e 150 nell'area Est.
 Una spiegazione per un così alto tasso di piante endemiche sta nel fatto che questa regione è composta da un gran numero di isole, e l'isolamento favorisce il processo di speciazione.
La Nuova Guinea, la più grande isola della regione Malese, condivide alcune specie con la vicina Australia (come Eucalyptus), ma ospita comunque 124 generi endemici. Il Borneo, leggermente più piccolo, ne ha 59. Anche la penisola della Malesia e le Filippine hanno molte specie endemiche, al contrario di Giava, Sulawesi, Molucca e Isole della Sonda, dove se ne trovano in minor numero.

## Alcune zone di interesse  (ecoregioni)

### Isola di Sumatra: bassopiano e foreste montane
Quest'area indonesiana di 335,000 km² è composta da tre ecoregioni: la foresta tropicale di pini di Sumatra, la  foresta pluviale del bassopiano di Sumatra e la foresta pluviale di altitudine di Sumatra.
Si tratta di foreste estremamente diversificate, con un alto tasso di endemismo locale e regionale. Infatti, rappresentano una delle ultime possibilità di conservazione delle popolazioni della tigre di Sumatra, del rinoceronte di Sumatra (Dicerorhinus sumatrensis), del tapiro malese (Tapirus indicus) e degli orangutan (Pongo pygmaeus). Ma non sono i soli animali che si possono incontrare, qui vivono anche elefanti asiatici e numerosi uccelli endemici, come Chloropsis venusta e Dicrurus sumatranus.
Nelle foreste dell'altopiano crescono più di 100 specie di fico, ognuna impollinata esclusivamente da una singola specie di vespa. Si può trovare anche la Rafflesia, fiore più grande del mondo che attira le mosche per farsi impollinare grazie all'odore di carne putrefatta che emana. Sempre restando nei record, in quest'area cresce anche Amorphophallus titanium, il fiore più alto del mondo (quasi 2 m) che anch'esso effonde un fetido odore per attirare gli impollinatori, emesso soprattutto di notte. La pianta di Amorphophallus titanium, non fiorisce tutti gli anni e quando succede, il fiore rimane per un giorno, prima di cadere.
Purtroppo quest'area è fortemente a rischio. Dal 65 all'80% della foresta è stata distrutta per far spazio all'agricoltura, soprattutto piantagioni di palma da olio. Anche la deforestazione per ricavare legno pregiato (ad esempio di Eusideroxylon zwageri) è un grosso problema.

### Foreste umide delle Filippine
Quest'area di 280,000 km² è formata da 7 ecoregioni: Foreste pluviali di Mindoro, Foreste pluviali di Mindanao-Visayas orientali, Foreste pluviali montane di Mindanao, Foreste pluviali di Luzon, Foreste pluviali di Negros-Panay, Pineta tropicale di Luzon, Foreste pluviali montane di Luzon.
In quest'area si riscontra un alto tasso di endemismo tra mammiferi, uccelli, rettili e anfibi. Tra i mammiferi locali si possono trovare il tamarù (Bubalus mindorensis), piccolo bovide minacciato in stato critico, il roditore Anonymomys mindorensis, trovato solo sull'isola di Mindoro, il pipistrello della frutta pigmeo delle Filippine (Haplonycteris fischeri) o anche il tarsio delle Filippine (Carlito syrichta). Tra i numerosi uccelli endemici, possiamo citare l'oriolo dalle redini (Oriolus albiloris) e il piccione imperiale di Mindoro (Ducula mindorensis). Tra le quasi 12,000 specie di piante e funghi, circa 3,500 sono endemiche.
Queste specie spesso sono fortemente minacciate a causa dello stato di conservazione critico dell'area. L'habitat è fortemente degradato per colpa dell'industria del legno, dell'agricoltura, dell'erosione del suolo e della caccia. Mindoro è probabilmente l'isola delle Filippine che ha subito (e sta tuttora subendo) la maggiore deforestazione.

### Foresta umida di Palawan
L'isola Palawan è una provincia delle Filippine, ma la sua fauna e flora assomigliano molto a quella di alcune isole dell'Indonesia, specialmente al Borneo. Quest'isola, con una costa di almeno 2000 km, è circondata da 1780 isolotti e comprende una vasta zona di foresta vergine che si estende sulle montagne.  A Palawan sono presenti due siti patrimonio dell'umanità: il Parco naturale della barriera corallina di Tubbataha e il Parco nazionale del fiume sotterraneo di Puerto Princesa. Si possono trovare diversi tipi di habitat, come le foreste d’altitudine, le foreste semi-decidue, le foreste tropicali del bassopiano, le mangrovie. La densità della popolazione dell'isola è piuttosto bassa e questo ha permesso di mantenere un'estesa area ricoperta da foresta; nonostante ciò ampie aree sono state comunque degradate e lo stato di conservazione di questa zona resta critico.
Palawan ospita numerose specie endemiche. Alcuni tra i mammiferi locali sono il raro cervo delle Calamian (Axis calamianensis), la volpe volante dalle orecchie bianche (Acerodon leucotis) e il tasso delle Filippine (Mydaus marchei), mentre per gli uccelli endemici possiamo citare il codaracchetta testablu (Prioniturus platenae) e il piccione imperiale grigio (Ducula pickeringii).
Persistono attività illegali di deforestazione, bracconaggio e incendi. Il sistema di protezione dell'area non è abbastanza funzionante e le leggi esistenti sono inadeguate.

### Penisola della Malesia: foreste d'altitudine e del bassopiano
Questa zona di 142,500 km² è composta da due ecoregioni terrestri: la foresta pluviale d’altitudine della penisola Malese e la foresta pluviale della penisola Malese.
In questa regione (che comprende il Sud della Penisola Malese, Singapore e anche una parte della Thailandia) c'è una ricca fauna e flora, con circa 8,000 specie di piante, 200 di mammiferi, 110 specie di serpenti, migliaia di specie di insetti e una ricca diversità di uccelli. La penisola Malese ospita fra l'altro il più piccolo rinoceronte del mondo, il rinoceronte di Sumatra, specie fortemente minacciata, la tigre (Panthera tigris), l'elefante asiatico (Elephas maximus), il tapiro malese e la rara civetta lontra (Cynogale bennettii).
Una delle più grandi aree protette del Sud-Est asiatico, il Parco Nazionale di Taman Negara, è caratterizzata da foreste pluviali d'altitudine, foreste calcaree e la più grande area di foresta del bassopiano di dipterocarpaceae rimasta in Malesia.
L'area calcarea ha una flora molto ricca. Si possono trovare più di 1,200 specie di piante vascolari, di cui almeno 129 sono endemiche di questo habitat. Nella foresta pluviale della Penisola Malese ci sono più di 6,000 specie di alberi.
Come per le altre ecoregioni citate prima, il problema principale che porta alla deforestazione è l'agricoltura (sia nell'altopiano che nel bassopiano), ma anche il turismo, la costruzione di strade, i progetti idrici di irrigazione e l'estrazione nelle aree calcaree. L'espansione urbana è soprattutto nociva per le ultime foreste di dipterocarpaceae che si trovano sulla costa e che ospitano un gran numero di mammiferi e uccelli.

### Borneo: foreste del bassopiano e montane
Questa ecoregione globale di 540,000 km² è composta da due ecoregioni: la foresta pluviale del bassopiano del Borneo e la foresta pluviale d’altitudine del Borneo.
La regione comprende numerosi tipi di habitat, tra cui una grande area carsica (altopiano brullo calcareo con doline, canali e grotte) e una foresta palustre di altitudine. Inoltre vi si trova il monte Kinabalu, con una elevazione di 4,095 m sul livello del mare. Questo conferisce al Borneo il sesto posto come isola più alta.
Questi habitat inusuali sono una delle ragioni per cui si sono evoluti molti animali e piante endemici. Solo negli ultimi 25 anni sono state scoperte 422 nuove specie di piante, delle quali alcune con importanti proprietà medicinali. Purtroppo molte scoperte potrebbero venire perse a causa di un'inadeguata protezione delle foreste. In totale ci sono circa 15,000 specie di angiosperme con 3,000 specie di alberi (267 sono dipterocarpaceae). La flora che si può trovare è particolarmente ricca, tra cui possiamo citare:
- Le Dipterocarpaceae, la famiglia di alberi più caratteristica in Asia
- Specie uniche di orchidee, felci, licheni, piante rampicanti e rododendri
- Specie di Rafflesia
- Piante carnivore

Tra gli animali, possiamo invece trovare l'orangutan, il rinoceronte di Sumatra, la nasica (Nasalis larvatus), il tarsio occidentale (Cephalopachus bancanus) o l'aquila serpentaria di Kinabalu (Spilornis kinabaluensis).
Anche questa regione è fortemente degradata a causa delle attività umane. Tra queste, il commercio illegale di legname, l'agricoltura su vasta scala di palme da olio o tè, le attività minerarie, la costruzione di dighe, il bracconaggio e lo sviluppo di infrastrutture, stanno causando immensi danni alla foresta. Se la deforestazione continua con questo ritmo, la foresta del bassopiano e la sua biodiversità spariranno fra non molti anni. Per fortuna la foresta d'altitudine è economicamente meno attrattiva e meno raggiungibile, per questo per il momento non è stata ancora attaccata selvaggiamente.

### Boscaglia montana di Kinabalu

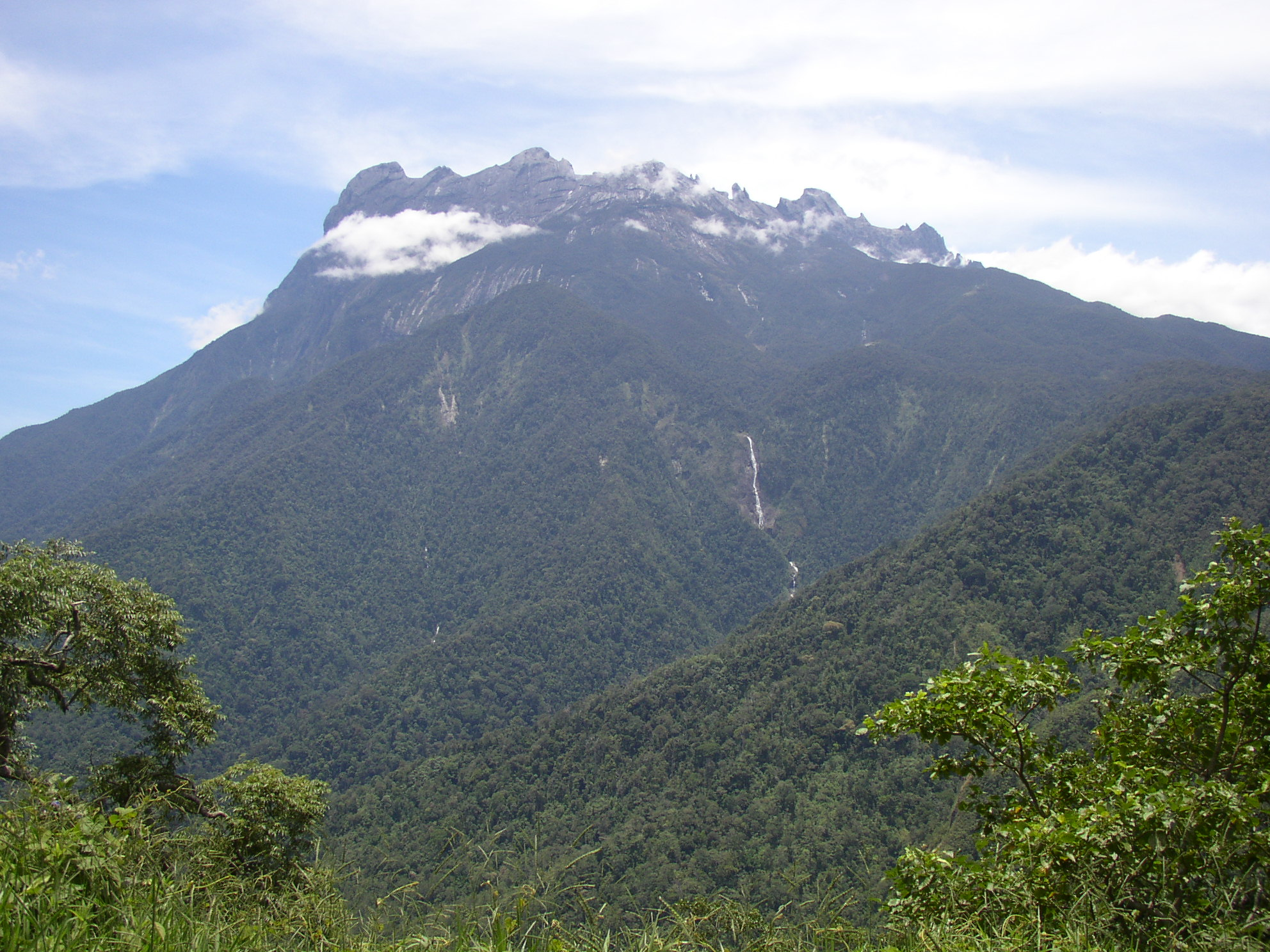
Monte Kinabalu

Il Monte Kinabalu, con i suoi 4,101 m di altezza, è la montagna più alta del Sud-Est asiatico, situato nel Nord-Est del Borneo. Questa ecoregione di 4,300 km², ospita la più alta concentrazione di orchidee selvatiche (più di 77 specie) e il maggior numero di specie di magnolie che in qualsiasi altra zona comparabile. Si stima esserci circa 4,500 specie di piante vascolari distribuite in più di 180 famiglie diverse. Anche la fauna è particolarmente ricca, con 289 specie di uccelli (254 stanziali), 290 specie di farfalle e falene, 7 specie di tupaie (inclusa l'endemica Tupaia montana), 28 delle 34 specie di scoiattolo nel Borneo e più di 90 specie di mammiferi del bassopiano. Le specie tipiche per quanto riguarda la flora, sono i rododendri (Rhododendron buxifolium e Rhododendron ericoides), le orchidee, le piante carnivore del genere Nepenthes, i fichi, le felci e i muschi. Invece tra gli animali caratteristici di questa regione, ci sono le tupaie, il presbite grigio di Giava (Presbytis comata), la civetta lontra (Cynogale bennettii), lo scoiattolo pigmeo dal ciuffo (Exilisciurus whiteheadi) e il topo arboricolo dalla coda a pennello maggiore (Chiropodomys major). A Kinabalu ci sono molti uccelli endemici, tra cui la pernice delle alture del Borneo (Arborophila hyperythra) e il serpentario montano (Spilornis kinabaluensis).
Nonostante questa ecoregione sia relativamente intatta, ci sono comunque delle minacce da tenere in conto: il turismo, la raccolta illegale di piante rare, il commercio del legno, le coltivazioni soprattutto nelle zone meno elevate della parte Ovest, e la deforestazione di parte del parco di Kinabalu per attività minerarie e per la costruzione di un campo da golf.

### Le mangrovie delle Grandi isole della Sonda
Le isole della Sonda si estendono dalla Penisola Malese in direzione della Nuova Guinea. Le più grandi sono conosciute come “le Grandi Isole della Sonda”, e comprendono Sumatra, Giava, Borneo e Sulawesi (Celebes). Proprio su queste isole si possono trovare numerosi habitat creati dalle mangrovie. Questa ecoregione, che si estende per 37,000 km², ha un'importanza enorme nella protezione di alcuni rari uccelli acquatici e funge anche da nursery per svariate specie di pesci e gamberetti.
Alcune delle Specie locale che si possono trovare, sono la Nypa fruticans (famiglia delle Arecaceae), e per quanto riguarda gli animali, l'orcella asiatica (Orcaella brevirostris), il coccodrillo marino (Crocodylus porosus), il falso gaviale (Tomistoma schlegelii), il pellicano grigio (Pelecanus philippensis), il martin pescatore dal becco di cicogna (Pelargopsis capensis) e molte altre specie di rettili, anfibi e pesci.
Purtroppo queste mangrovie fanno parte della foresta più minacciata dell'arcipelago. Nonostante si estendano ancora per gran parte delle coste est di Sumatra, le mangrovie vengono abbattute con un ritmo preoccupante. L'agricoltura, gli allevamenti di gamberetti, gli insediamenti umani, il disboscamento illegale, le saline sono tutte cause della drastica diminuzione di questo habitat. Anche il bracconaggio e il commercio illegale compromettono l'esistenza di numerose Specie locale, soprattutto il coccodrillo marino.

### Fiumi e acquitrini del Sundaland
Sundaland è una regione biogeografica di 1,000,000 km² che comprende il Borneo, Sumatra, Giava, Bali e la Penisola Malese. Questa grande ecoregione racchiude numerosi habitat di acqua dolce, come le sorgenti, le pianure alluvionali e le torbiere. I fiumi Kapuas, Pawan e Pesaguan partono dalle colline centrali del Borneo e scorrono verso sud-ovest, creando paludi e delta.
In questa regione si può trovare una ricca diversità di pesci e decapodi, con varie specie endemiche trovate soprattutto nei bacini idrografici. A Sumatra, le specie totali di pesci d'acqua dolce finora conosciute sono 272 (30 endemiche) e nel Borneo 394 (149 endemiche). Cyprinidae, pesci palla, botia pagliaccio (Chromobotia macracanthus), Balantiocheilos melanopterus e sogliole sono tutti pesci che si possono trovare in quest'area. Alcune delle specie endemiche di pesci d'acqua dolce sono i pangasidi (Pangasiidae), i Betta e l'ormai minacciato pesce drago (Scleropages formosus).
Il culmine della stagione delle piogge nella maggior parte del Sundaland è fra dicembre e gennaio.
Questo habitat è minacciato dalla deforestazione, dalla conversione di vaste aree in zone agricole, dalla pesca intensiva, dall'introduzione di specie esotiche, dalle acquacolture e dall'inquinamento causato dalle miniere. Anche le dighe possono mettere a repentaglio il regime naturale del fiume e la mobilità degli organismi che vi abitano.

## Fauna
Nonostante le differenti specie si spostino in modi differenti, compiendo tragitti di diversa entità, in generale esistono frontiere zoogeografiche che mostrano piuttosto bene la distribuzione della fauna. Ci possono essere delle zone di transizione, ad esempio la zona della Wallacea, situata nell'Indonesia centrale, e che include Filippine, Celebe, Molucche e Sonda. Localizzata tra il regno Paleotropicale e quello Australe, Wallacea ospita la faune di entrambe le regioni, ma anche un gran numero di specie endemiche. Non sembra però che questa divisione sia la medesima per la flora.
Per quanto riguarda il regno Paleotropicale, gli ordini endemici dei mammiferi sono Pholidota (pangolini) e Proboscidea (elefanti). Alcuni tra gli altri ordini presenti, ma che si possono trovare anche fuori da questo regno, sono i Cercopithecidae (scimmie del vecchio Mondo), Lorisidae (maki, potto e lori), Hystricidae (porcospini del vecchion Mondo), Viverridae (civette, genette), Rhinocerotidae (rinoceronti) e Tragulidae (trguli). Le famiglie endemiche tra gli uccelli sono i Bucerotidae (buceri) e Pittidae (pitti), mentre per i rettili sono i Chamaleontidae (camaleonti del Vecchio Mondo).

## Problematiche
Come visto in precedenza, la deforestazione per far spazio ad attività umane è un problema molto sentito. Agricoltura (soprattutto di palme da olio), industria del legno, urbanizzazione, bracconaggio, estrazione mineraria, costruzione di dighe, turismo, sono solo alcune delle molteplici minacce che incombono su questa regione e che rischiano di diminuire drasticamente l'enorme biodiversità esistente.

## Preservazione
La degradazione dell'ambiente nella zona Malese è stata riconosciuta a livello nazionale nel 1974, mentre nel 2004 è stato formato un nuovo Ministero delle risorse naturali e dell'ambiente.
Nuove strategie di gestione della biodiversità e pianificazioni per il futuro sono in via di sviluppo in accordo con la Convenzione sulla diversità biologica (CBD), di cui la Malesia fa parte come membro. Vista la sua immensa diversità, la Regione Malese è stata il fulcro delle attenzioni internazionali sul tema biodiversità, sia per la conservazione che in vista alla distruzione dell'habitat a causa dello sviluppo economico. I biologi della regione hanno enfatizzato l'importanza della protezione degli habitat e della valorizzazione della biodiversità, anche per il valore futuro delle risorse genetiche. Questo per ricordare che materiali genetici potenzialmente utili possono essere portati sul mercato in maniera sostenibile, così da promuovere anche lo sviluppo economico.
Nonostante ciò, generalmente il sistema di protezione dell'area non funziona in modo adeguato e le leggi correnti sono decisamente troppo tolleranti. Purtroppo continuano azioni illegali, come bracconaggio e deforestazione per ricavare legno pregiato.